# Szczeć sukiennicza

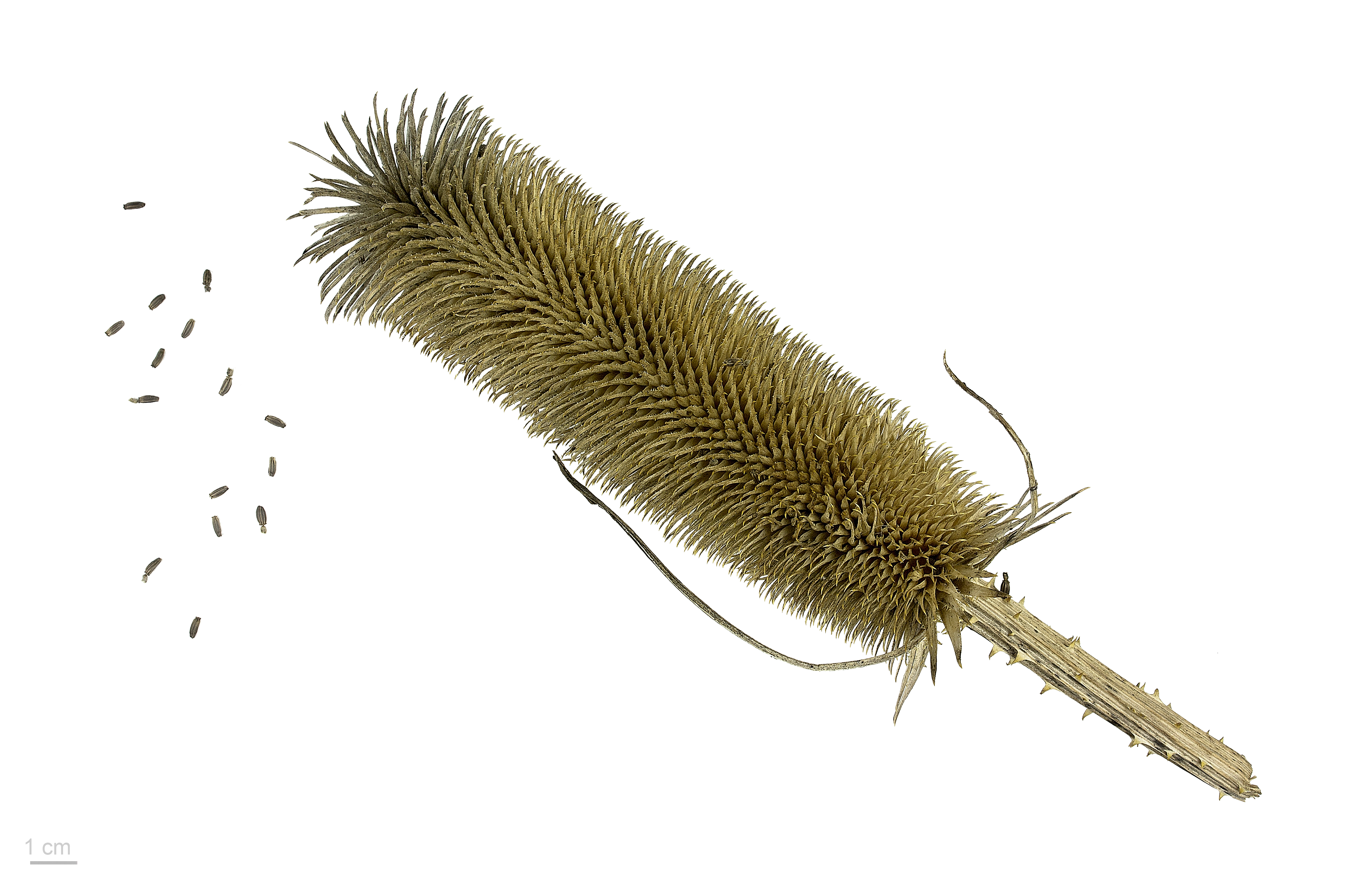
Suchy, przekwitły kwiatostan i owoce

Szczeć sukiennicza, szczeć barwierska (Dipsacus sativus (L.) Honck.) – gatunek rośliny z rodziny przewiertniowatych. Rodzimy obszar jego występowania to południowa Europa (kraje byłej Jugosławii, Włochy i Francja), ale rośnie jako gatunek introdukowany także w Rumunii, Czechach, Niemczech, na Wyspach Brytyjskich i Półwyspie Iberyjskim, a poza Europą w Ameryce Północnej i Południowej. W Polsce gatunek uprawiany (zwłaszcza dawniej) i przejściowo dziczejący.

## Morfologia
PokrójRoślina zielna dwuletnia. Wysokości 1-2 m.
ŁodygaSztywna, naga, pokryta kolcami.
LiścieLiście odziomkowe, podługowato-lancetowate, niejednakowo wycinane, ostro zakończone, z kolczastym nerwem od strony dolnej. Tworzą rozetę. Są u jej podstawy zrośnięte parami.
KwiatyZebrane w podługowato jajowatą główkę. Przysadki wspierające kwiaty w szczytowej części kwiatostanu są odgięte w dół. Korony kwiatów liliowe, dłuższe od przysadek.
Gatunki podobneSzczeć pospolita i wykrawana mają przysadki w obrębie kwiatostanu proste lub słabo zgięte i przynajmniej w dole kwiatostanu dłuższe od kwiatów.

## Zastosowanie
Bywa uprawiana jako roślina ozdobna. Dawniej używano tej rośliny do wypychania utkanych tkanin. Rozwinięta część główki używana była  w przędzalnictwie do gręplowania wełny  oraz do czesania wełnianych tkanin.